# جامعة شرق بيدمونت
جامعة شرق بيدمونت
```
جامعة شرق بيدمونت "Amedeo Avogadro"
 (
(
بالإيطالية
: 
Università degli Studi del Piemonte Orientale "Amedeo Avogadro"
)‏
; وتختصر لـ 
UNIPMN
 أو 
UPO
) هي جامعة تقع في 
ألساندريا
، 
ونفارة
، 
وفرشلة
، في منطقة 
بيمنتة
، في إيطاليا. تأسست عام 1998، وتضم سبع كليات. وقد كانت سابقاً جزءاً من  
جامعة تورينو
.
```

## الأقسام
تنقسم الجامعة إلى سبع كليات:
- اقتصاد (علم)
- قانون
- الأدب والفلسفة
- الرياضيات والفيزياء والعلوم الطبيعية
- الطب والجراحة
- الصيدلة
- العلوم السياسية.

تضم الجامعة أيضاً مركزاً بحثياً مشتركاً بين الأقسام، وهو مركز الأبحاث في طب الكوارث والطوارئ (CRIMEDIM).